# Gansbach (Rotte)
Der Gansbach ist ein gut drei Kilometer langer linker Zufluss der Rotte im Département Moselle in der Region Grand Est.

## Verlauf
Der Gansbach entspringt nördlich der D 999 am Ostrand von Destry. Er läuft zunächst in nordöstlicher Richtung. Er wechselt dann nach Nordwesten, fließt danach weiter zwischen den Bois de Kesselbach auf seiner linken und dem Bois de Grâce auf seiner rechten Seite, unterquert die Gleisanlagen der Strecke Strasbourg-Metz, wendet sich nun nach Norden und mündet schließlich östlich von Suisse von links in die Rotte.